# Thierry Laurent
Thierry Laurent (Villefranche-sur-Saône, 13 settembre 1966) è un ex ciclista su strada francese.
Professionista dal 1989 al 1999, si ritirò a 33 anni per via di una tendinite. In carriera si aggiudicò varie corse e partecipò a tutti i Grandi giri.

## Palmarès
- 1987 (dilettanti)

Grand Prix de Vougy
- 1988 (dilettanti)

Grand Prix de Vougy
Tour de la Manche
Campionati francesi, Cronosquadre dilettanti (con Jacky Durand, Laurent Bezault e Pascal Lino)
- 1989 (R.M.O., quattro vittorie)

1ª tappa Circuit de la Sarthe (Noyon, cronometro)
Classifica generale Circuit de la Sarthe
1ª tappa Grand Prix du Midi Libre (Perpignano > Carcassone)
5ª tappa Tour de la Communauté européenne
- 1990 (R.M.O., una vittoria)

4ª tappa Tour d'Armorique
- 1991 (R.M.O., una vittoria)

2ª tappa, 1ª semitappa Route du Sud
- 1992 (R.M.O., due vittorie)

5ª tappa Étoile de Bessèges
4ª tappa Tour du Limousin
- 1996 (Agrigel-La Creuse, due vittorie)

6ª tappa Tour de l'Ain
4ª tappa Driedaagse De Panne-Koksijde

## Piazzamenti

### Grandi Giri
- Giro d'Italia

1997: ritirato
- Tour de France

1990: 107º
1991: 102º
1992: 79º
1995: ritirato (15ª tappa)
1996: 104º
- Vuelta a España

1989: 106º

### Classiche monumento
- Milano-Sanremo

1995: 153º
- Parigi-Roubaix

1990: 18º

### Competizioni mondiali
- Campionati del mondo

Duitama 1995 - In linea Elite: ritirato
- Giochi olimpici

Seul 1988 - Cronosquadre: 4º